# 许宗扬
许宗扬（1816年？—1854年？），太平天国将领。清代广西省人，又名许十八。

## 生平
许宗扬参加太平军，封为御林侍卫。1853年4月，太平天国定都天京后升为殿左七指挥。随朱锡琨、黄益芸所率北伐二路军至浦口，取道六合北上，为清军所阻。宿营六合城外，不慎失火，营中火药爆炸，死伤惨重，全军溃败，退回天京。9月，随石达开，赴安徽，攻克东流、建德，十一月回天京，封为恩赏丞相。擢升冬官副丞相（一作冬官又副丞相）。1854年正月，与陈仕保率军救援北伐军自安庆出发，至山东，会合曾立昌部，攻克巨野、阳谷，占临清。不久南撤，退至清水镇，全军南退江苏丰县溃灭，曾立昌阵亡。许宗扬回天京，下狱东牢，一说当时被杀。1856年天京事变，韦昌辉杀杨秀清，许宗扬下落不明。